# Genkurō
Genkurō (源九郎?) è una kitsune, spirito-volpe mutaforma, che ha un posto di rilievo nello spettacolo Yoshitsune Senbon Zakura (義経千本桜?, Yoshitsune e i mille Ciliegi) dei teatri jōruri e kabuki.
Travestendosi come Satō Tadanobu, un servo di Yoshitsune, esso salvò Shizuka Gozen, l'amante di Yoshitsune, da agenti di Yoritomo (fratello di Yoshitsune, da cui fuggiva). In cambio, ottenne un'armatura, ed anche il grande onore di utilizzare il nome di Yoshitsune, "Genkurō", che significa "Minamoto" (源?, gen) e "nono figlio" (九郎?, ku-rō). Durante lo spettacolo è conosciuto solo come "Tadanobu" o "Genkurō".